# Place Marcelle-Henry
La place Marcelle-Henry est une voie du 17e arrondissement de Paris.

## Situation et accès
La place Marcelle-Henry donne accès à la passerelle Marcelle-Henry depuis la rue Mstislav-Rostropovitch. C'est une place du nouveau quartier Clichy-Batignolles, près du square des Batignolles et du parc Martin-Luther-King. Fin 2020, elle sera desservie par la station Pont-Cardinet de la ligne de métro 14.

## Origine du nom

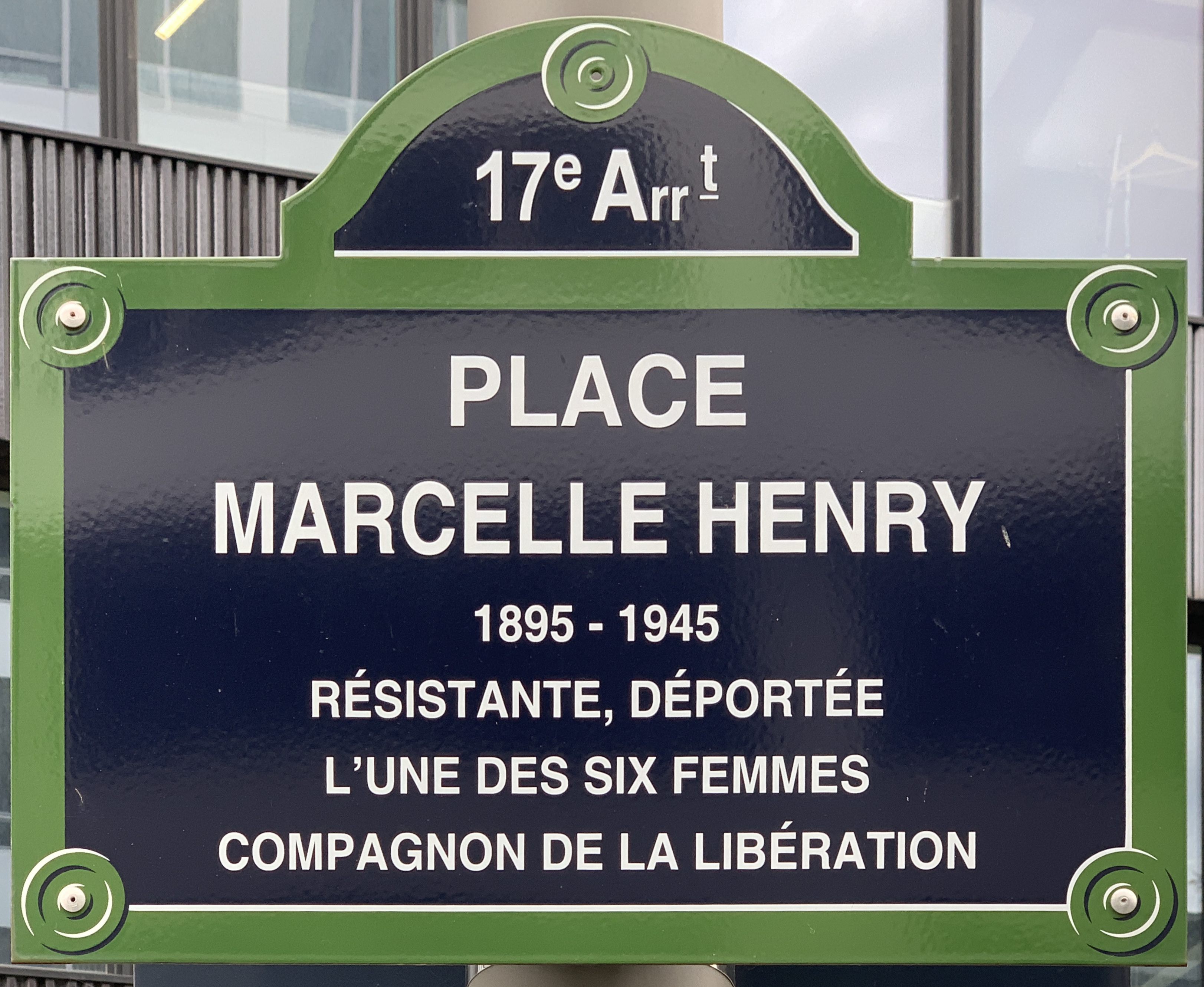
Plaque de la place.

Elle est nommée en la mémoire de la résistante Marcelle Henry (1895-1945), l'une des six femmes Compagnon de la Libération.

## Historique
La place a été créée et a pris sa dénomination actuelle en 2017.